# Toxoscelus bichromoplagiatus
Toxoscelus bichromoplagiatus (лат.) — вид жуков-златок рода Toxoscelus из подсемейства Agrilinae.

## Распространение
Ориентальная область: Филиппины, Leyte Island, Mt. Balocaue (Balocawe).

## Описание
Златки мелкого размера с зеленоватым оттенком, длина около 5 мм. Самцы: 4,9—5,9 мм (ширина 1,6—1,9 мм). Самки неизвестны. Покровы тёмные бронзовато-медные на голове, переднеспинке и дорсолатерально на брюшных вентритах; надкрылья большей частью золотисто-зелёные с рисунком радужно-бордового одиночного плечевого пятна, двух продольных отметин, самые внутренние из которых соединяются с широкой поперечной фасцией в апикальной 1/2; участки бордового цвета, окаймленные очень тонкой переливающейся медной каймой; дорсальная поверхность сильно пунктирована, голова и переднеспинка бороздчатые; вентральная поверхность более мелко пунктирована, вентриты брюшка со слабыми косыми штрихами; вентральная поверхность с очень короткими приподнятыми щетинками на простернальном диске, гипомероне, грудном и брюшном вентритах и бёдрах.

## Систематика
Сходен с Toxoscelus actenodes, но отличается блестящей поверхностью, деталями строения и двухцветной окраской надкрылий. Вид был впервые описан в 2011 году американским энтомологом Чарльзом Беллами (1951—2013) и его японским коллегой Sadahiro Ohmomo (Япония).